# Saint-Léger-des-Vignes
Saint-Léger-des-Vignes és un municipi francès, situat al departament del Nièvre i a la regió de Borgonya - Franc Comtat. L'any 2007 tenia 2.079 habitants.

## Demografia

### Població
El 2007 la població de fet de Saint-Léger-des-Vignes era de 2.079 persones. Hi havia 921 famílies, de les quals 277 eren unipersonals (110 homes vivint sols i 167 dones vivint soles), 327 parelles sense fills, 245 parelles amb fills i 72 famílies monoparentals amb fills.
La població ha evolucionat segons el següent gràfic:
Habitants censats

### Habitatges
El 2007 hi havia 1.046 habitatges, 924 eren l'habitatge principal de la família, 37 eren segones residències i 84 estaven desocupats. 912 eren cases i 131 eren apartaments. Dels 924 habitatges principals, 670 estaven ocupats pels seus propietaris, 244 estaven llogats i ocupats pels llogaters i 10 estaven cedits a títol gratuït; 8 tenien una cambra, 88 en tenien dues, 202 en tenien tres, 295 en tenien quatre i 331 en tenien cinc o més. 628 habitatges disposaven pel capbaix d'una plaça de pàrquing. A 450 habitatges hi havia un automòbil i a 344 n'hi havia dos o més.

### Piràmide de població
La piràmide de població per edats i sexe el 2009 era:
| Homes | Edats   | Dones |
| ----- | ------- | ----- |
| 0     | 95 o +  | 4     |
| 4     | 90 a 94 | 20    |
| 4     | 85 a 89 | 24    |
| 16    | 80 a 84 | 16    |
| 52    | 75 a 79 | 72    |
| 68    | 70 a 74 | 64    |
| 40    | 65 a 69 | 64    |
| 64    | 60 a 64 | 56    |
| 52    | 55 a 59 | 52    |
| 60    | 50 a 54 | 64    |
| 88    | 45 a 49 | 76    |
| 64    | 40 a 44 | 88    |
| 76    | 35 a 39 | 72    |
| 60    | 30 a 34 | 60    |
| 76    | 25 a 29 | 48    |
| 48    | 20 a 24 | 20    |
| 88    | 15 a 19 | 80    |
| 52    | 10 a 14 | 72    |
| 68    | 5 a 9   | 64    |
| 32    | 0 a 4   | 36    |

## Economia
El 2007 la població en edat de treballar era de 1.261 persones, 860 eren actives i 401 eren inactives. De les 860 persones actives 768 estaven ocupades (428 homes i 340 dones) i 92 estaven aturades (34 homes i 58 dones). De les 401 persones inactives 170 estaven jubilades, 93 estaven estudiant i 138 estaven classificades com a «altres inactius».

### Ingressos
El 2009 a Saint-Léger-des-Vignes hi havia 919 unitats fiscals que integraven 2.084,5 persones, la mediana anual d'ingressos fiscals per persona era de 17.049 €.

### Activitats econòmiques
Dels 53 establiments que hi havia el 2007, 3 eren d'empreses alimentàries, 4 d'empreses de fabricació d'altres productes industrials, 3 d'empreses de construcció, 15 d'empreses de comerç i reparació d'automòbils, 3 d'empreses de transport, 7 d'empreses d'hostatgeria i restauració, 3 d'empreses financeres, 3 d'empreses immobiliàries, 3 d'empreses de serveis, 3 d'entitats de l'administració pública i 6 d'empreses classificades com a «altres activitats de serveis».
Dels 14 establiments de servei als particulars que hi havia el 2009, 1 era una oficina de correu, 1 funerària, 2 tallers de reparació d'automòbils i de material agrícola, 1 taller d'inspecció tècnica de vehicles, 1 guixaire pintor, 1 electricista, 1 empresa de construcció, 2 perruqueries i 4 restaurants.
Dels 6 establiments comercials que hi havia el 2009, 1 era un hipermercat, 1 una botiga de més de 120 m², 2 fleques, 1 una fleca i 1 una joieria.
L'any 2000 a Saint-Léger-des-Vignes hi havia 7 explotacions agrícoles que ocupaven un total de 303 hectàrees.

## Equipaments sanitaris i escolars
L'únic equipament sanitari que hi havia el 2009 era una farmàcia.
El 2009 hi havia 1 escola maternal i 1escola elemental. Saint-Léger-des-Vignes disposava d'un liceu tecnològic amb 91 alumnes.

## Poblacions més properes
El següent diagrama mostra les poblacions més properes.